# Coryal Village
Coryal Village es una villa de Trinidad y Tobago que forma parte de la región de Princes Town.

## Geografía
La villa abarca parte de la isla Trinidad y limita al norte con Ben Lomond, Kumar Village y Dyers Village, al sur con Iere Village y Malgretoute, al este con Dyers Village y al oeste con Reform Village.

## Demografía
Datos demográficos de la villa de Coryal Village:
| Gráfica de evolución demográfica de Coryal Village entre 2000 y 2011 |
|                                                                      |